# Oscar et Erick
Oscar et Erick est une nouvelle de Marcel Aymé, parue aux Éditions La Parade à Fontainebleau en 1949.

## Historique
Oscar et Erick paraît d'abord aux Éditions La Parade à Fontainebleau en 1949, puis dans En arrière, le dernier recueil de nouvelles publié du vivant de l'auteur,  en 1950.

## Résumé
« Il y a trois cents ans, au pays d'Ooklan, vivait une famille de peintres qui portaient le nom d'Olgerson... »